# Штайр (река)
Штайр (нем. Steyr) — река в Верхней Австрии в бассейне Дуная. Исток находится в горах Totes Gebirge недалеко от коммуны Хинтерштодер города Кирхдорф-ан-дер-Кремс. Впадает в реку Энс недалеко от города Штайр. Длина около 68 км. Высота истока — 850 м над уровнем моря. Высота устья — 290 м над уровнем моря.

## География

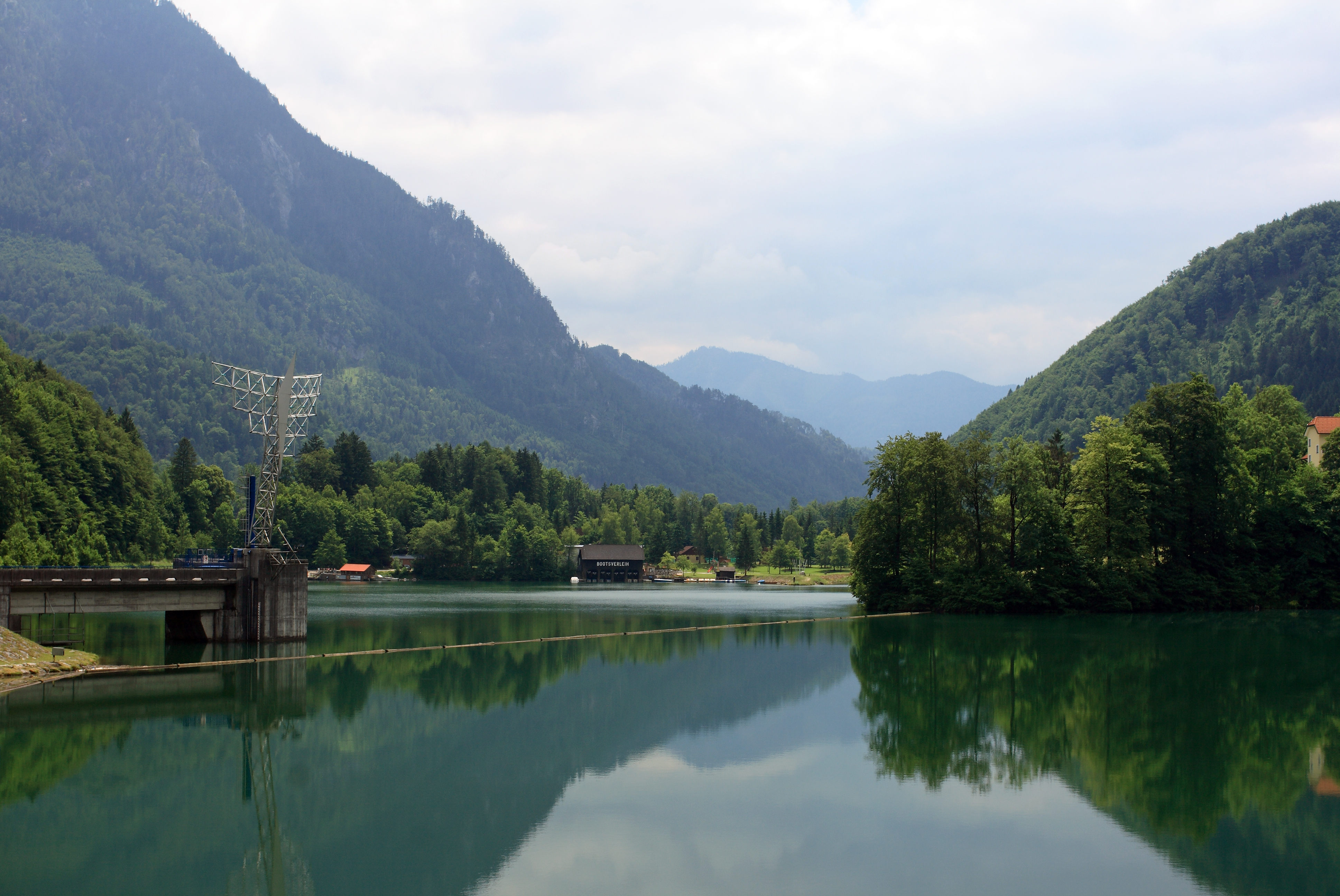
Клаузер-Зе

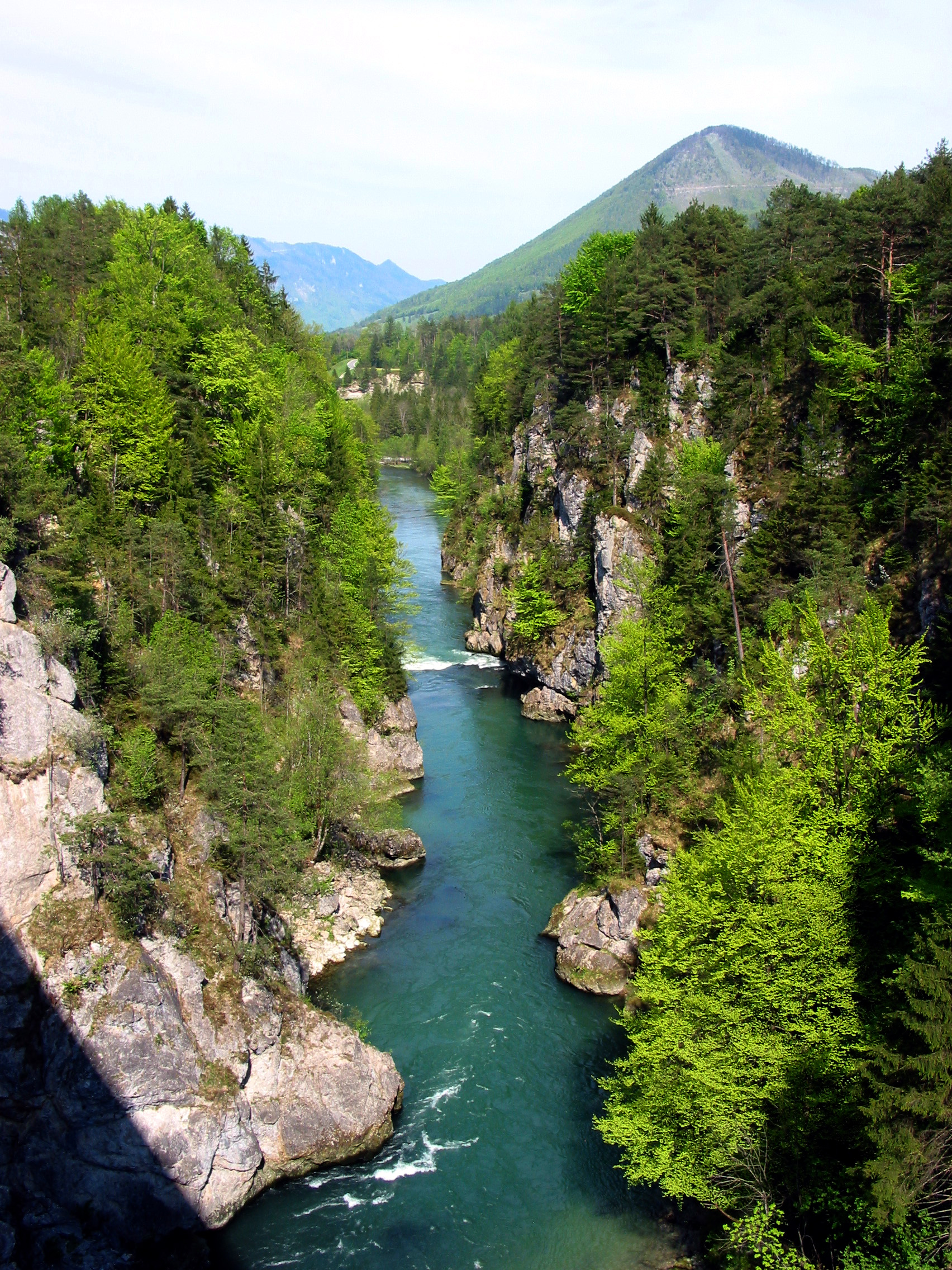
Штайрдурхбрух

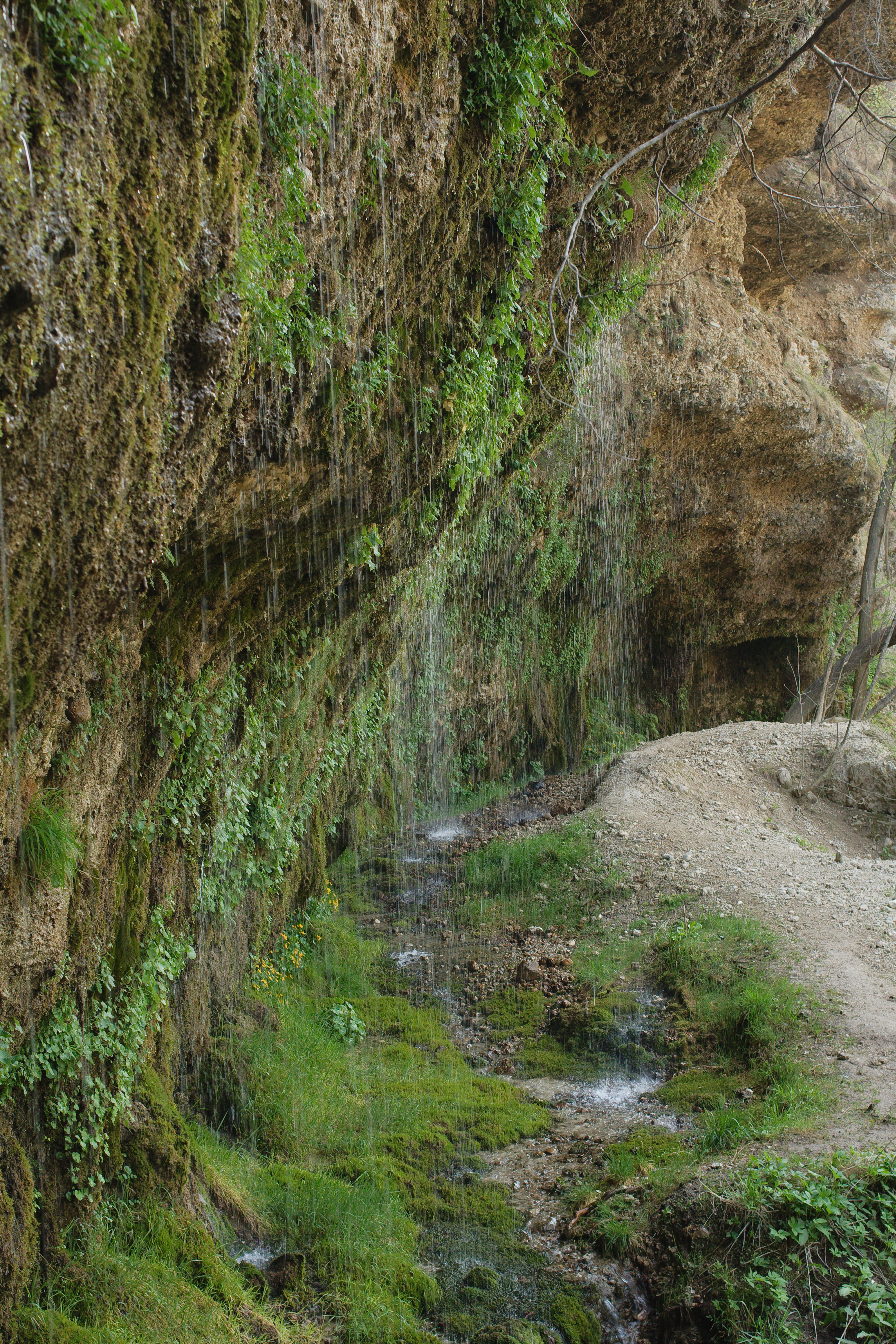
Источник Ринненде-Мауэр

В верховьях Штайр протекает через долину Штодерталь. Ниже Штайрсберга долина сужается, и река образует водопад Штромбодинг. От Штайрбрюкке она течёт через глубокое ущелье, где с 1975 года расположено водохранилище Клаузер-Зе (нем. Klauser See), используемое для производства электричества. Правый берег озера является частью национального парка Калькальпен.
Под паломнической церковью Фрауэнштайн в деревне Мольн находится ещё одно скалистое ущелье с отвесными стенами, так называемый Штайрдурхбрух (нем. Steyrdurchbruch, «прорыв Штайра»). В начале ущелья находится электростанция Штайрдурхбрух, известная своей архитектурой в стиле модерн. После этого река протекает по широкой долине Штайрталь до Мольнер-Бекен, где она прорезает глубокое ущелье.
У слияния Штайра с Круммен-Штайрлинг возле Мольна находится источник Ринненде-Мауэр (нем. Rinnende Mauer), где вода выходит из отвесной стены пористого конгломерата на высоте пяти-семи метров над уровнем реки. На этом участке ущелья произрастает много высокогорных растений, таких как рододендрон жёстковолосистый и рододендрон карликовый.
В Леонштайне (коммуна Грюнбург) долина снова сужается. Затем Штайр достигает альпийских предгорий. В Зирнинге река поворачивает на восток. В городе Штайр часть воды отводится в канал Верграбен (нем. Wehrgraben). Канал снова соединяется с рекой у её впадения в Энс.

## Формирование реки
Речная сеть Дуная, частью которой являются Штайр и его притоки, образовалась в ходе альпийской складчатости около 100 миллионов лет назад. Вероятно, уже 600 000—300 000 лет назад водораздел у Штайрдурхбрух был достаточно низким, чтобы Штайр пробил в нём новое русло. До этого он тёк через нынешнюю долину Кремсталь. Существующее русло реки сформировалось после окончания последней ледниковой эпохи около 11 000 лет назад. Старая долина к западу от неё заполнилась ледниковым гравием, и вместо этого река промыла русло в доломитовых скалах.
Ущелья Штайра и его притоков Тайхль и Крумме-Штайрлинг были промыты в конгломерате на глубину 30 — 40 метров. Реки и по сей день углубляются в ледниковые отложения.

## Промышленное значение
Энергия течения Штайра давно используется людьми. Раньше на нём располагались мельницы и кузницы, сегодня — электростанции.
До 1890 года для перевозок на реке использовались плоты «ладенкарл». Эти плоты в среднем были длиной 5 м, шириной 4 м и высотой 50 см, ими мог управлять один человек. Как правило, их разбирали в Штайре, но иногда связывали вместе, чтобы образовать более длинные плоты, которые пускали по Эннсу.
Вплоть до конца Второй мировой войны Штайр и его притоки широко использовались для лесосплава. Ежегодно с марта до конца ноября по реку сплавляли около 30 000 кубометров леса.

### Электростанции
Приведены данные, предоставленные соответствующим оператором электростанции на 2011 год.
| Электростанция | Электрическая мощность | Стандартная выработка электроэнергии | Оператор                  |
| -------------- | ---------------------- | ------------------------------------ | ------------------------- |
| Hinterstoder   | 106                    | 484                                  | Energie AG Oberösterreich |
| Klaus          | 19 600                 | 74 000                               | Ennskraftwerke AG         |
| Штайрдурхбрух  | 4000                   | 20 000                               | Energie AG Oberösterreich |
| Agonitz        | 3100                   | 15 800                               | Energie AG Oberösterreich |
| Humpelmühle    | 980                    | 5300                                 | Energie AG Oberösterreich |
| Steinbach      | 880                    | 6000                                 | Energie AG Oberösterreich |
| Pichlern       | 2400                   | 13 000                               | Ennskraftwerke AG         |

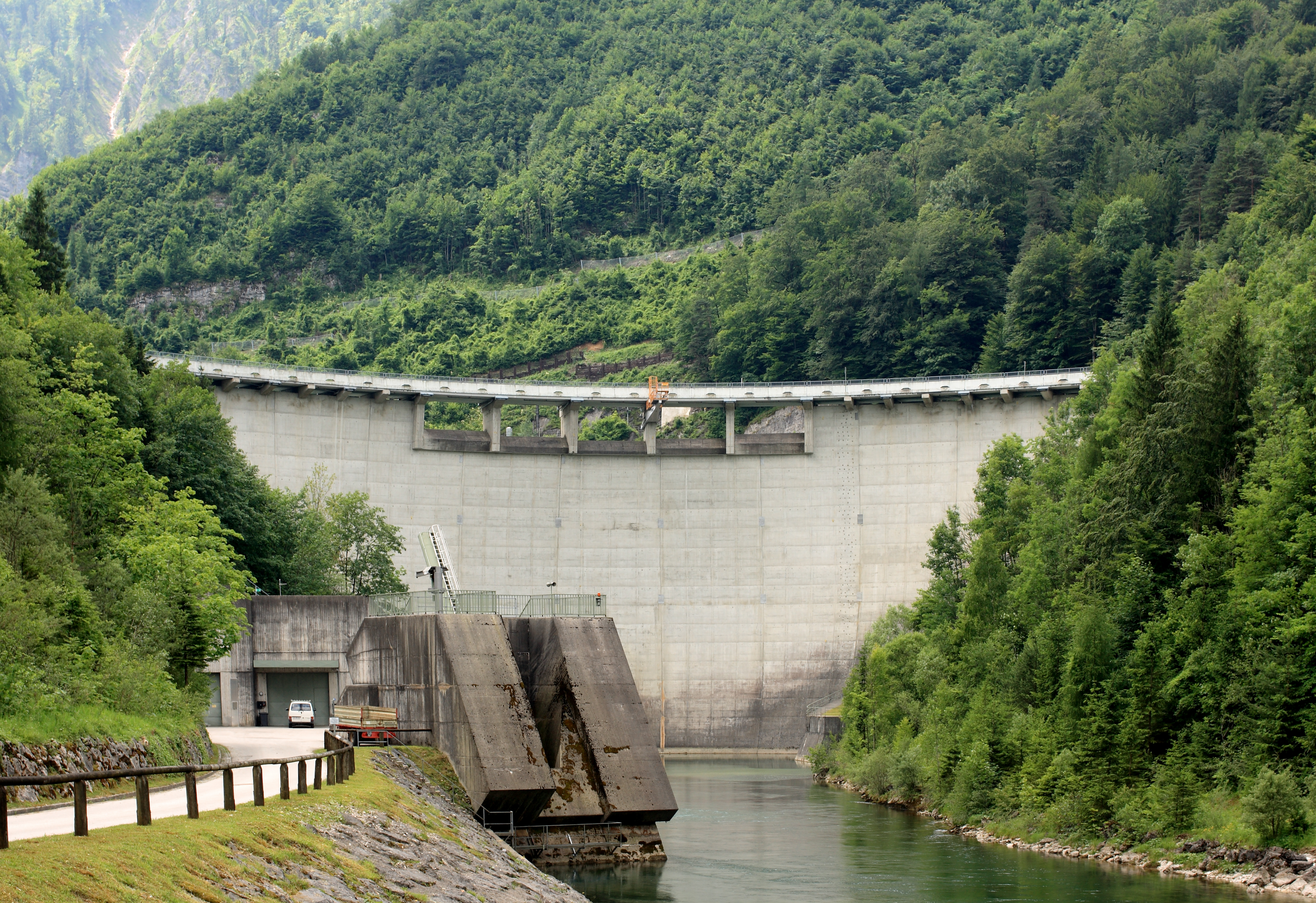
Плотина водохранилища Клаузер-зе
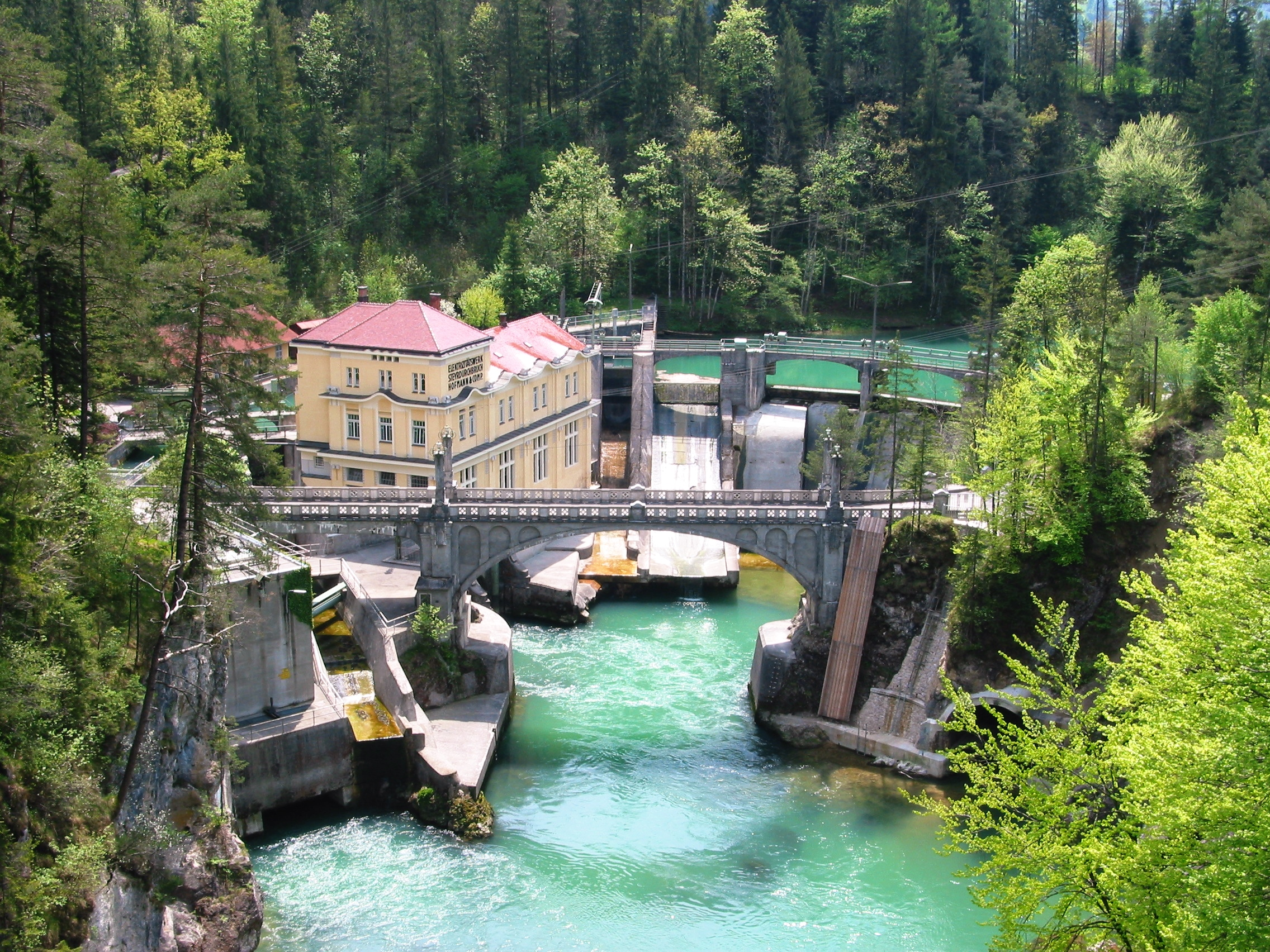
Электростанция Штайрдурхбрух
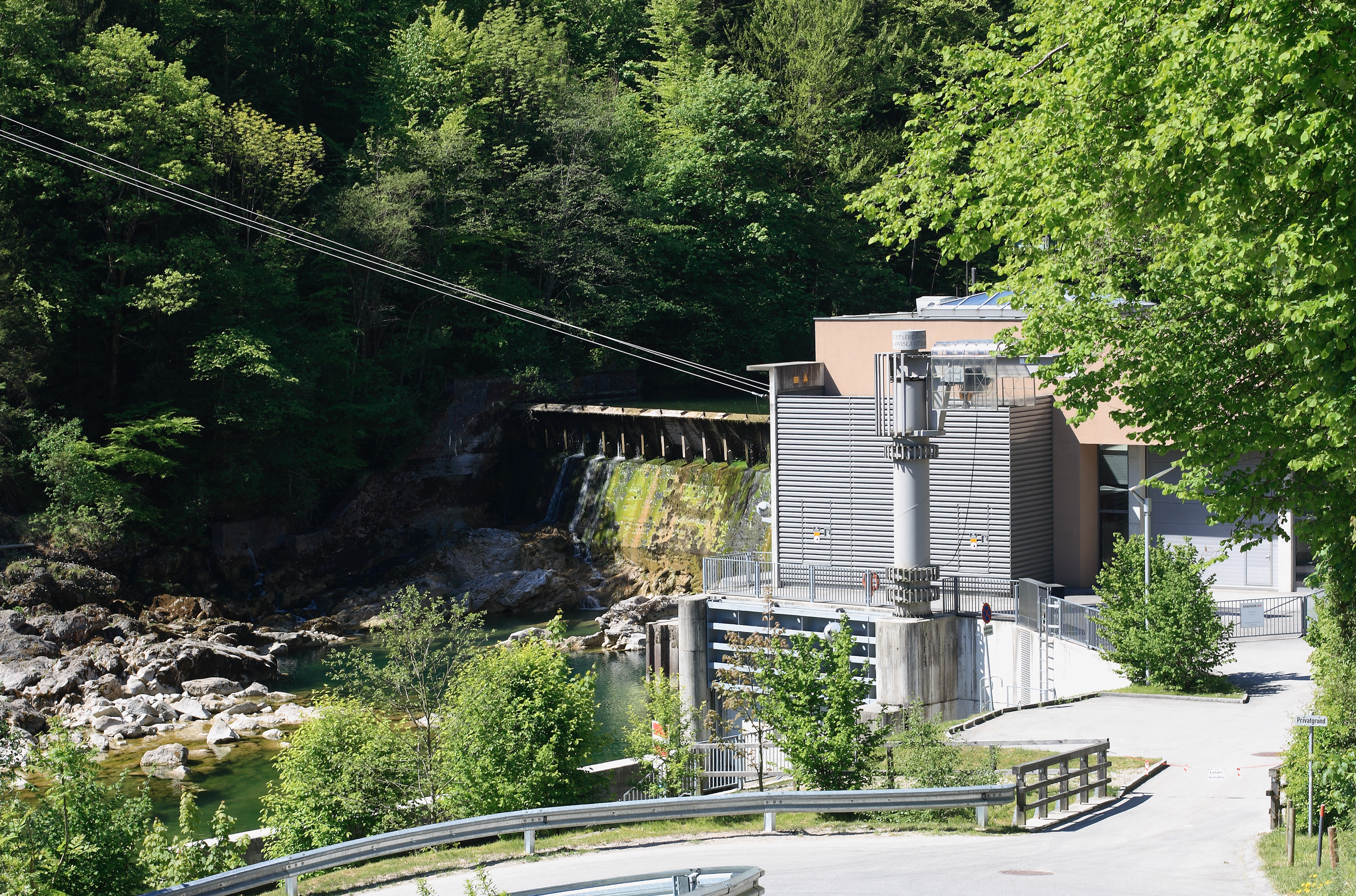
Электростанция Агониц

### Борьба с отводом вод Штайра в Энс
В 1963 года компания Ennskraftwerke AG планировала отвести часть воды в Энс через водохранилище в долине Круммен-Штайрлинг. Население Мольна отвергло проект в 1969 году большинством в 2/3 голосов, но строительство началось. Решением Конституционного суда работа была прервана в 1972 году.
С 1973 по 1975 год была построена только первая очередь проекта «гидроаккумулирующей группы Мольн» — Kraftwerk Klaus.

## Защита от наводнений
После катастрофического наводнения 2002 года, когда канал Верграбен в Штайре особенно сильно пострадал от наводнения, в 2009 году на западной окраине Унтерхиммеля на правом берегу Штайра был прорыт дополнительный канал. В так называемом Рукаве Гиммлицер Ау во время наводнений может оседать гравий, который несёт река. Это предотвращает накопление наносов в пределах города. Строительство канала является частью обширных мер по защите от наводнений в Штайре. Также, в 2011 году Энс был искусственно углублен ниже устья Штайра.

## Спорт
Для опытных каякеров на реке есть участки сложностью от WW2 до 3+. Исключением является водопад Штромбодинг в верхнем течении со сложностью от WW 4+ до более чем WW 6.